# Киршвассер

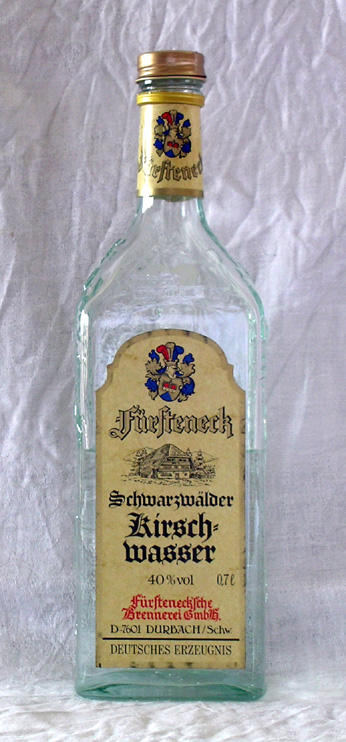
Шварцвальдский киршвассер

Киршвассер (нем. Kirschwasser — «вишнёвая вода»), кирш — крепкий алкогольный напиток, получаемый методом дистилляции забродившего сусла чёрной черешни вместе с косточками.
Изготавливают с XVII века на востоке Франции и в Германии из очень сладкой чёрной черешни с маленькими косточками. При производстве плоды бродят целиком, и косточки перед дистилляцией отдают напитку свой характерный миндальный аромат. Кирш, как и почти все спиртные напитки на основе фруктов, не выдерживается в дубовых бочках. Он стареет в стеклянных чанах или глиняных кувшинах, где происходит процесс испарения, необходимый для улучшения его аромата и качества. Но при такой «выдержке» крепость напитка снижается, а цвет не меняется.
Кирш хорошо сочетается с различными ликёрами и с шампанским. Самый известный коктейль на основе кирша — это Роуз (Rose), в состав которого, помимо киршвассера, входят вермут и ликёр Cherry Brandy.